# 天使丛林
天使丛林（又譯為天使城）是美国的真人动作电视剧《金剛戰士》系列中的一个虚构地点，位置定位在现实中的加利福尼亚州洛杉矶郊区，但是因為使用原作片源為素材的關係，變身後的場景有部份是在日本，幽冥宮的望遠鏡也是先看到東京灣才看到主角們。
这一地区人口376,000，建立于1775年。

## 天使高中
在电视剧中，主人公均為高中在學，因此主要在天使高中里活动。

## 休閒設施

### 青年中心
电视剧中多数以青年中心作为背景，主要设施为健身房和果汁酒吧。除了常规的日常学习和生活，青年中心也举办过包括空手道班和空手道比赛、生日派对、舞蹈比赛、特殊的节日活动等。

### 公园
天使丛林的公园包括运动场等，为战士和其他居民活动的主要场所。怪兽的入侵也多以此为背景。

## 交通

### 城市軌道交通
在電影版有出現過高架單軌。

### 机场
在第一季第14集中，故事以飞机意外事故为背景，描述了天使丛林的机场。